# Alex Schlopy
Alex Schlopy (* 25. Juli 1992 in Park City, Utah) ist ein US-amerikanischer Freestyle-Skier in der Teildisziplin Slopestyle.
Schlopys Eltern sind die dreimalige Abfahrtsweltcupsiegerin Holly Flanders und der NFL-Footballspieler Todd Schlopy, die ihren Sohn bereits im Alter von zwei Jahren zum Skifahren brachten. Mit 14 Jahren wurden einige von Schlopys Sprüngen in einem Film der Teton Gravity Research gezeigt, die unter anderem Ski- und Snowboardfilme produziert. Seinen sportlichen Durchbruch erzielte der US-Amerikaner im Winter 2009/2010. Als Amateur entschied er Ende März 2010 einen mit 12.000 Dollar dotierten Wettbewerb im Rahmen des Dumont Cups für sich und schlug dabei mehrere professionelle Slopestyler. Zuvor hatte er sich bei anderen Rennen mit Profibeteiligung ebenfalls unter den besten Zehn platziert. Nach diesen guten Ergebnissen bot das Sport- und Bekleidungsunternehmen Oakley Schlopy im Sommer 2010 einen Platz im von ihm gesponserten Oakley Ski Team an, den der 18-Jährige annahm und dadurch zum Profi wurde. 
In seinem ersten Winter als Profi gelangen Schlopy seine bis dahin größten Erfolge: Bei den Winter-X-Games 2011 gewann er Ende Januar 2011 die Goldmedaille im Big Air, wobei er unter anderem einen Double Cork 16 zeigte, einen Sprung, den er nie zuvor bei einem Wettkampf absolviert hatte. Eine Woche darauf, am 3. Februar, gewann Schlopy im Rahmen der Freestyle-Skiing-Weltmeisterschaft im Deer Valley Resort (bei seiner Heimatstadt Park City) den Slopestyle-Wettbewerb. Damit wurde er vor seinem Landsmann Sam Carlson und dem Australier Russell Henshaw erster Weltmeister in dieser Disziplin. Nach dem Rennen erklärte er, in seiner Heimatstadt so gut abzuschneiden, sei das Beste, was er sich vorstellen könne.